# 686 (szám)
A 686 (római számmal: DCLXXXVI) egy természetes szám, palindromszám.

## A szám a matematikában
A tízes számrendszerbeli 686-os a kettes számrendszerben 1010101110, a nyolcas számrendszerben 1256, a tizenhatos számrendszerben 2AE alakban írható fel.
A 686 páros szám, összetett szám, kanonikus alakban a 21 · 73 szorzattal, normálalakban a 6,86 · 102 szorzattal írható fel. Nyolc osztója van a természetes számok halmazán, ezek növekvő sorrendben: 1, 2, 7, 14, 49, 98, 343 és 686.
A 686 négyzete 470 596, köbe 322 828 856, négyzetgyöke 26,19160, köbgyöke 8,81945, reciproka 0,0014577. A 686 egység sugarú kör kerülete 4310,26512 egység, területe 1 478 420,936 területegység; a 686 egység sugarú gömb térfogata 1 352 262 349,8 térfogategység.